# Ludvigs Ēķis
Ludvigs Ēķis (w publikacjach przedwojennych: Ludwik Ekis; ur. 11 września 1892 w Dobele, zm. 7 lipca 1943 w Waszyngtonie) – łotewski polityk i dyplomata, minister finansów w latach 1934–1938, poseł w Warszawie (1938–1939), Budapeszcie (1938–1940), Bukareszcie (1939–1940) i Ankarze (1940).

## Biogram
W latach 1911–1914 studiował w Ryskim Instytucie Politechnicznym, naukę kontynuował na Wydziale Prawa Uniwersytetu Łotewskiego po zakończeniu wojny (1920–1922). W 1914 zmobilizowany do armii rosyjskiej, po paru tygodniach znalazł się w niewoli niemieckiej, w której przebywał do lipca 1918.
W grudniu 1918 rozpoczął służbę w wojsku łotewskim, by w 1920 podjąć pracę w MSZ. Od 1922 do 1925 przebywał na placówkach w Berlinie i Helsinkach jako I sekretarz ambasady. Po powrocie do Rygi stał na czele Wydziału Administracyjno-Protokolarnego MSZ, a później (1931–1934) Wydziału Zachodniego (Rietumu nodaļs). W 1934 wszedł w skład rządu Kārlisa Ulmanisa jako minister finansów, urząd ten pełnił do jesieni 1938, gdy objął kierownictwo nad placówkami dyplomatycznymi w Warszawie i Budapeszcie – rezydował w stolicy RP.
We wrześniu 1939 ewakuował się wraz z władzami RP do Rumunii, gdzie został mianowany posłem łotewskim (utrzymał też placówkę w Budapeszcie). Na wiosnę 1940 objął obowiązki przedstawiciela dyplomatycznego Łotwy w Ankarze, nadal rezydując w Bukareszcie. Protestował przeciwko sowieckiej okupacji Łotwy w czerwcu 1940. Rozesłał w tej sprawie noty do ministrów spraw zagranicznych Rumunii, Węgier i Turcji. W styczniu 1941 wyjechał do USA, gdzie objął stanowisko radcy poselstwa Łotwy w Waszyngtonie.
Został odznaczony m.in. Orderem Trzech Gwiazd oraz Orderem Krzyża Orła I klasy (1935).
Żonaty z Almą Leoniją Anną Ēķe z d. Fūrmane (1901), mieli syna Sigurdsa-Miervaldisa (1922–1981).

## Publikacje
- Latvia. Economic resources and capacities (wyd. 1942)
- Latvia. Struggle for independence (1942)
- The truth about Bolshevik and Nazi atrocities in Latvia (1943).